# لوبيتا نيونغو
لوبيتا نيونقو (بالإنجليزية: Lupita Nyong'o) مواليد 1 مارس 1983 في مدينة مكسيكو، المكسيك، هي ممثلة كينية بدأت مسيرتها الفنية عام 2004 ببعض الأدوار الصغيرة.

## أعمالها

### أهم الأعمال السينمائية
- 12 سنة من العبودية.
- كتاب الأدغال.
- النمر الأسود.

## روابط خارجية
- لوبيتا نيونقو على موقع IMDb (الإنجليزية)
- لوبيتا نيونقو على موقع ميتاكريتيك (الإنجليزية)
- لوبيتا نيونقو على موقع الموسوعة البريطانية (الإنجليزية)
- لوبيتا نيونقو على موقع روتن توميتوز (الإنجليزية)
- لوبيتا نيونقو على موقع مونزينجر (الألمانية)
- لوبيتا نيونقو على موقع ألو سيني (الفرنسية)
- لوبيتا نيونقو على موقع ميوزك برينز (الإنجليزية)
- لوبيتا نيونقو على موقع تيرنر كلاسيك موفيز (الإنجليزية)
- لوبيتا نيونقو على موقع أول موفي (الإنجليزية)
- لوبيتا نيونقو على موقع بوكس أوفيس موجو (الإنجليزية)
- Lupita Nyong'o at Tazama Kenya